# Salomão do Nascimento Rehem
Salomão do Nascimento Rehem (Euclides da Cunha, 7 de janeiro de 1907 – Ilhéus, 3 de março de 1991) foi um militar, político e produtor rural brasileiro. Chegou a exercer mandato como deputado na Assembleia Legislativa da Bahia e como suplente na Câmara dos Deputados, pela Bahia.

## Biografia
Rehem era filho de Joaquim Nascimento Rehem e de Constança Dantas. Seu primo Antônio Olímpio Rehem da Silva foi prefeito de Itabuna.
Como militar, recebeu, em 1931, o comando do 2° pelotão do 2° batalhão, sediado em Ilhéus. Em dezembro do mesmo ano, tornou-se delegado de Itabuna e, no ano seguinte, tornou-se delegado especial em Ilhéus. Em 1940, foi promovido a capitão e, cinco anos depois, alcançou a patente de major. Em 1947, foi nomeado como chefe da Casa Civil do Governo do Estado da Bahia. Em 1955, foi promovido a tenente-coronel e, cinco anos depois, foi para a reserva no posto de coronel da Polícia Militar.
Após a emboscada que resultou na morte do cangaceiro Cristino Gomes da Silva Cleto, o Corisco, e na captura da esposa desse, Sérgia Ribeiro da Silva, vulgo Dadá, em 1940, por tropas militares baianas, seus pertences foram entregues a Salomão Rehem, então delegado especial do Nordeste.
Rehem exerceu cargo político algumas vezes. Em 1950, candidatou-se a deputado estadual pelo Partido Republicano, partido em que se manteve filiado ao longo de toda a vida, alcançando apenas a suplência e assumindo o mandato em diferentes períodos. Candidatou-se novamente a deputado estadual em 1954, sendo eleito. Nas eleições para deputado federal de 1958, Rehem obteve apenas a segunda suplência. Exerceu o mandato entre 1961 e 1962. No pleito de 1962, tentou mais uma vez ser eleito como deputado federal, mas conseguiu somente a quinta suplência.
Como deputado estadual, Rehem foi titular das comissões de Negócios Municipais e de Serviço Público, ambas em 1954. Na qualidade de deputado federal, chegou a participar de missão comercial enviada à China.
Salomão Rehem também foi proeminente produtor rural, destacando-se como cacauicultor. Foi diretor assistente do Instituto de Cacau da Bahia, entre 1965 e 1970, e vice-presidente do Conselho Nacional dos Produtores de Cacau.
Foi homenageado como cidadão honário de Ilhéus, em 1982.
Era casado com Idalzina Kruschewsky, com quem teve nove filhos. Seu sogro, José Kruschewsky, foi prefeito de Itabuna.